# Strung Out
Strung Out é uma banda de punk rock/hardcore melódico/metal dos Estados Unidos formada em Simi Valley, Califórnia no ano de 1992, que tem muito a acrescentar no cenário mundial, com letras instigantes e com certa raiva.
Ela veio junto com bandas como Nofx, Pennywise, Propagandhi e é uma grande influência para bandas que estão começando.
Faz um Punk/Hardcore com tematicas um pouco diferente da maioria das bandas de seu estilo, seu baterista Jordan Burns foi consideirado um dos melhores no gênero ao lado de Tré Cool (Green Day) e também Travis Barker (Blink-182). É composta por Jason Cruz (vocal), Chris Aiken (baixo), Jordan Burns (bateria), Rob Ramos (guitarra) e Jake Kiley (guitarra). O ex-baixista Jim Cherry morreu em 2002.

## Discografia

### Álbuns de estúdio
- Another Day in Paradise (1994)
- Suburban Teenage Wasteland Blues (1996)
- Twisted by Design (1998)
- The Element Of Sonic Defiance (2000)
- An American Paradox (2002)
- Live In A Dive: Strung Out (2003)
- Exile In Oblivion (2004)
- Blackhawks Over Los Angeles (2007)
- Agents of the Underground (2009)
- Prototypes and Painkillers (2009)
- Transmission Alpha Delta (2015)
- Songs of Armor and Devotion (2019)